# 小行星5092
小行星5092（英語：5092 Manara）是一颗围绕太阳公转的小行星。1982年3月21日，愛德華·鮑威爾在可可尼诺县发现了此天体。
这颗小行星的绝对星等为198.79105等。